# Stanisław Przygodzki
Stanisław Przygodzki (ur. 19 września 1939 w Warszawie, zm. w 2020) – polski dyplomata, ambasador przy biurach ONZ w Wiedniu (1984–1987) i Genewie (1989–1992).

## Życiorys
Stanisław Przygodzki w 1960 ukończył Szkołę Główną Służby Zagranicznej oraz Wydział Prawa i Administracji Uniwersytetu Warszawskiego.
Od 1966 pracownik Ministerstwa Spraw Zagranicznych. Członek Międzynarodowej Komisji Nadzoru i Kontroli w Wietnamie (1967–1968, 1974–1975) oraz Laosie (1970–1972). Przewodniczył polskiej delegacji na rokowania wiedeńskie (1981–1986). Od 1984 do 1987 był ambasadorem Polski przy Biurze ONZ w Wiedniu. Przedstawiciel PRL w Specjalnej Komisji Państw – Stron Układu Warszawskiego ds. Rozbrojenia (1989). W latach 1989–1992 był ambasadorem RP przy Biurze ONZ w Genewie. W późniejszych latach ponownie na placówce w Genewie, jako zastępca szefa misji.
Pochowany na cmentarzu Wolskim w Warszawie.